# Bellerive-sur-Allier

Bellerive-sur-Allier este o comună în departamentul Allier din centrul Franței. În 1 ianuarie 2022 avea o populație de 8.898 de locuitori.